# أرت برينر
أرت برينر (بالإنجليزية: Art Brenner)‏ هو فنان ورسام أمريكي، ولد في 1924 في نيويورك في الولايات المتحدة، وتوفي في 2013.